# Köftes de Turquia

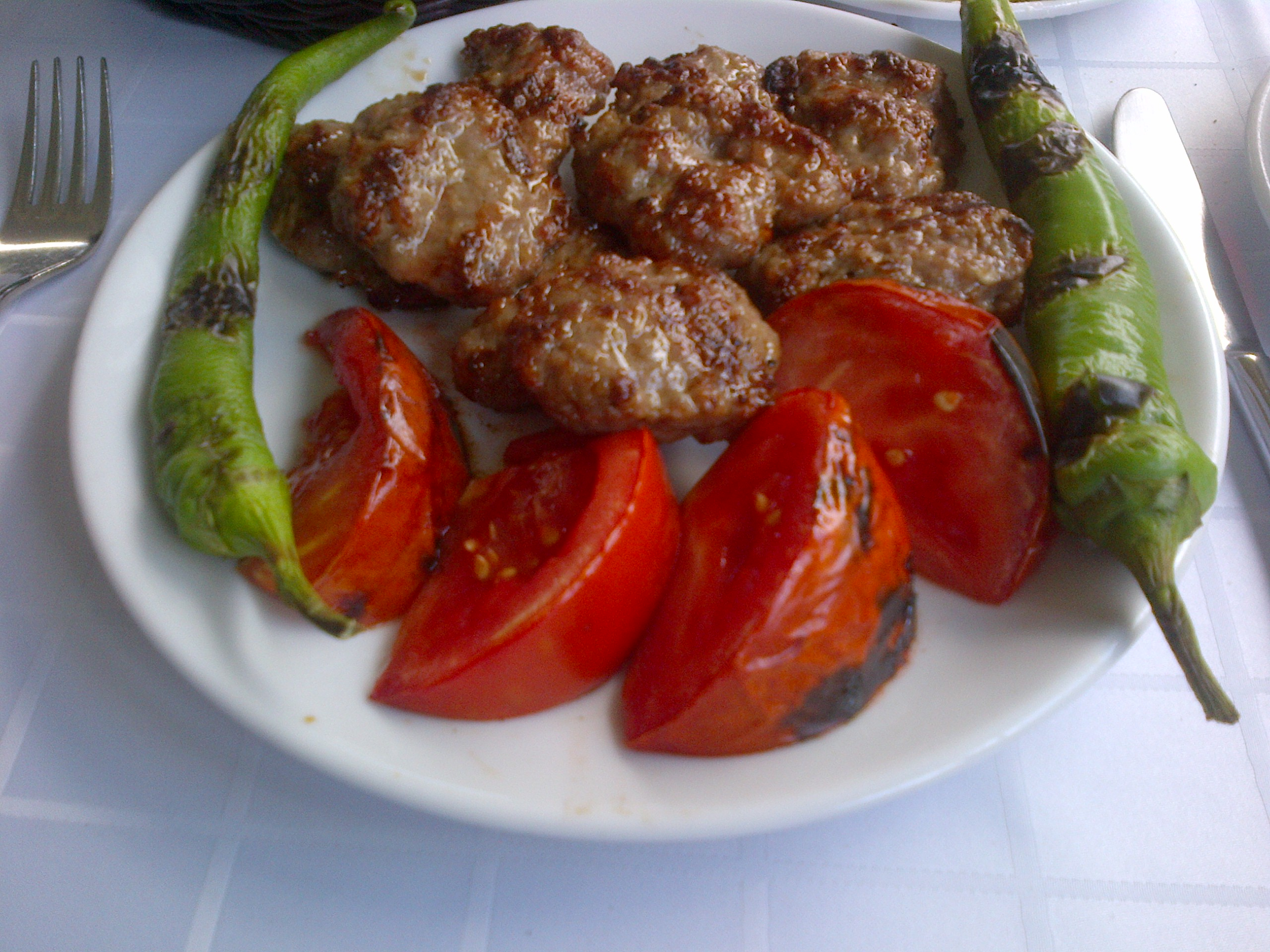
İnegöl köfte o mandonguilles d'İnegöl, Bursa

Els köftes o mandonguilles (turc: köfte) són un plat molt típic de la cuina turca, amb moltes variants. Hi ha restaurants a Turquia que es dediquen especialment al köfte i s'anomenen köfteci. Ekmek arası köfte o ‘entrepà de köfte’ és un menjar de carrer molt comú a tota Turquia.

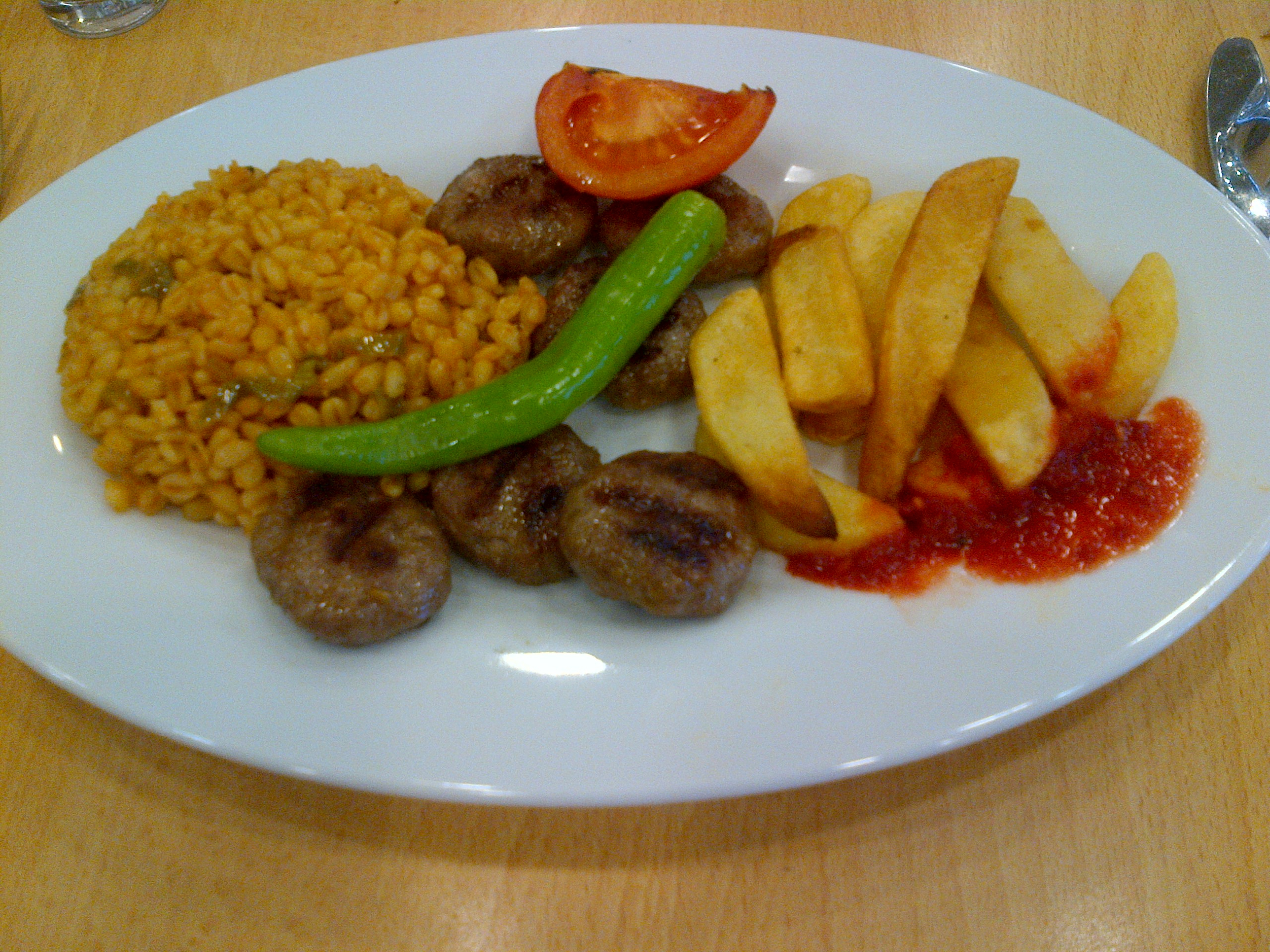
Edirne köfte

## Köftesde carn

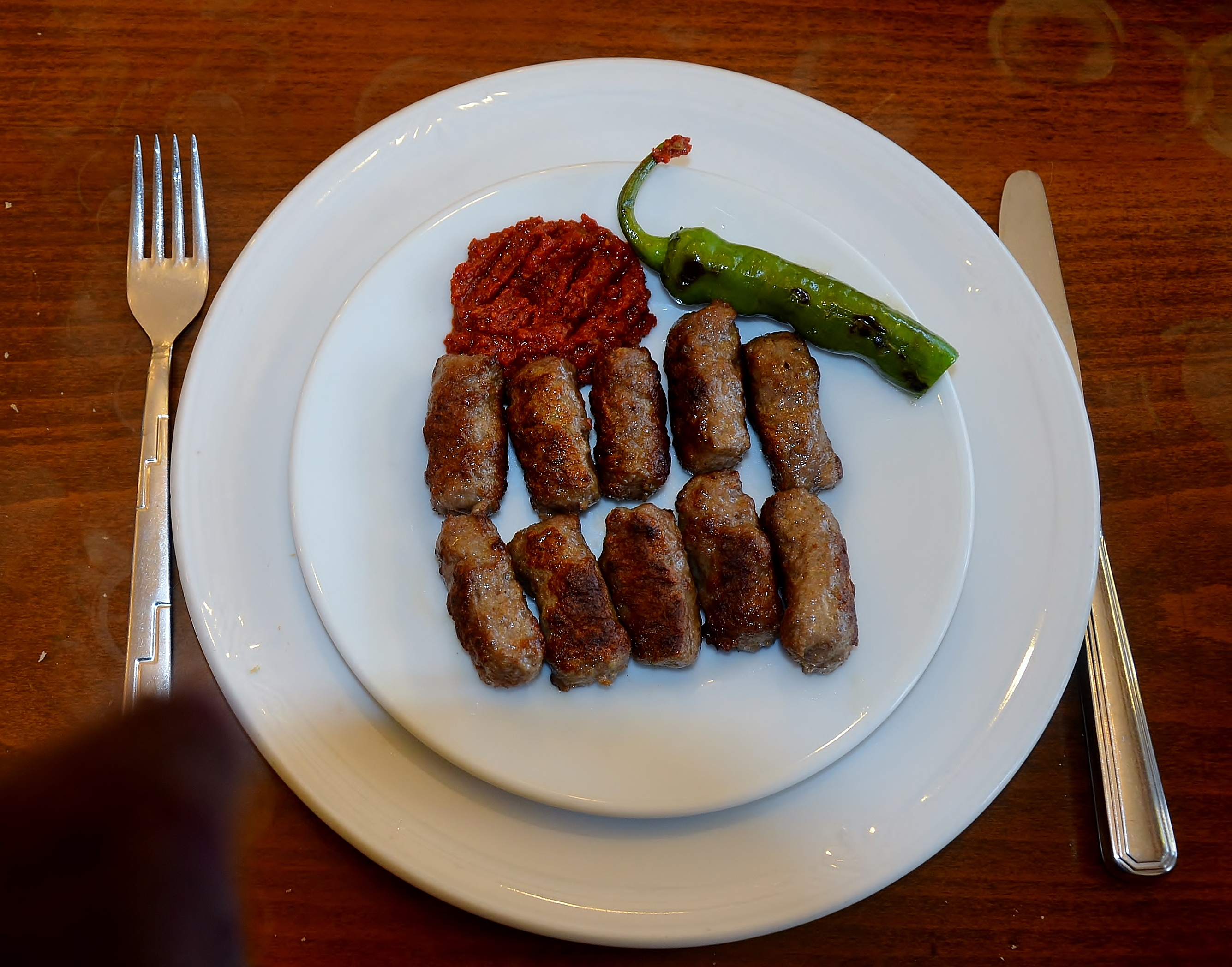
Tekirdağ köfte

- Akçaabat köfte (Akçaabat, Trebisonda)

Patlıcanlı köfte

"Kuru köfte".

- Edirne köfte (Edirne)
- Islama köfte (Adapazarı)
- İnegöl köfte (İnegöl, Bursa)
- Kasap köfte
- Kuru köfte
- Pideli köfte (Bursa)
- Sucuk köfte
- Şiş köfte
- Tekirdağ köfte (Tekirdağ)

## Köftesde carn amb verdures
- Patlıcanlı köfte

## Köftesde carn amb brou

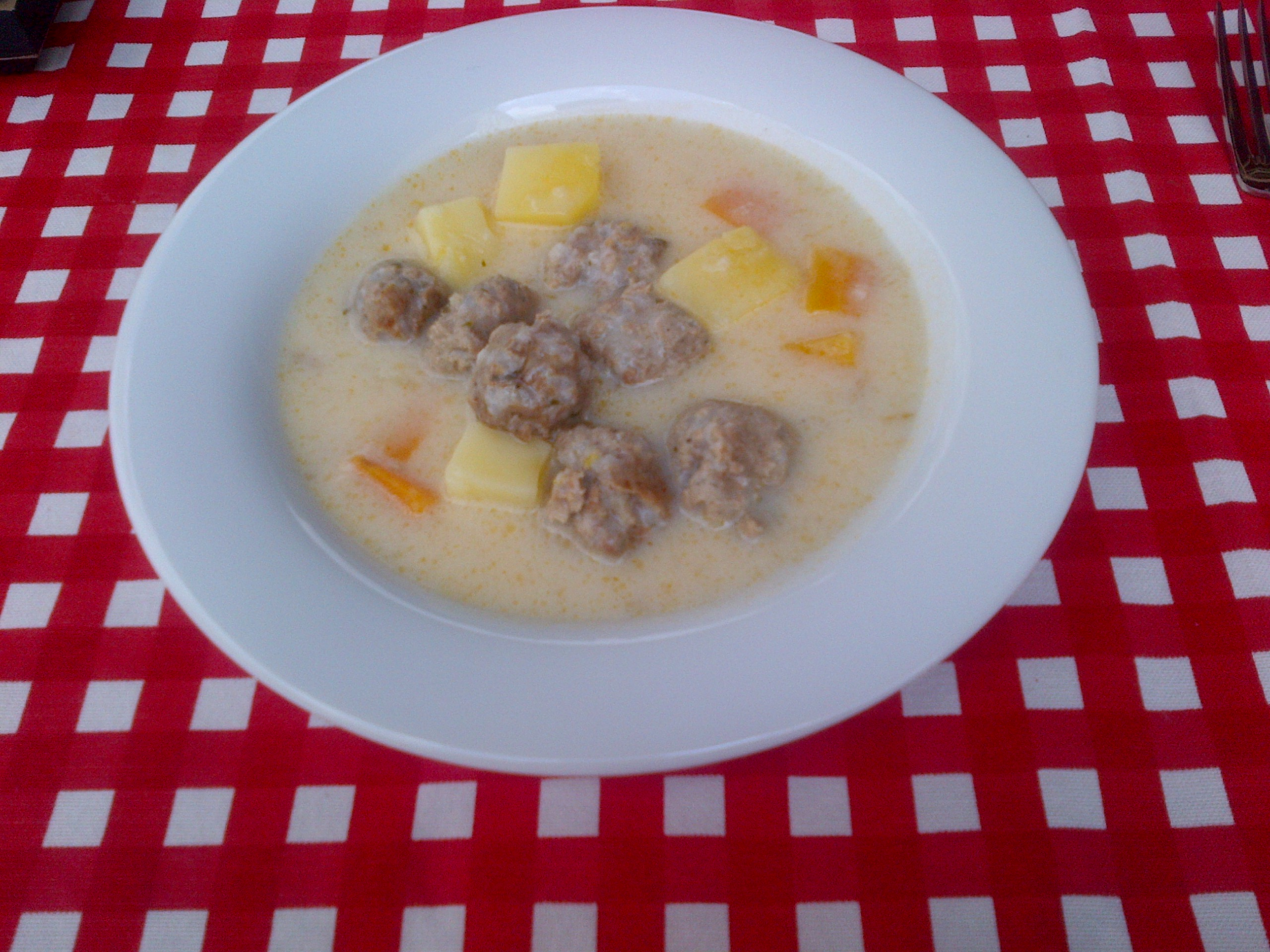
Ekşili köfte

İzmir köfte

Hasanpaşa köftesi

- Ekşili köfte
- Hasanpaşa köftesi
- İzmir köfte
- Sebzeli köfte
- Sulu köfte

## Köftes amb bulgur
- Besmeç
- Çiğ köfte
- İçli köfte
- Yoğurtlu bulgur köftesi

## Köftesamb arròs
- Kadınbudu köfte

## Köftes amb llenties

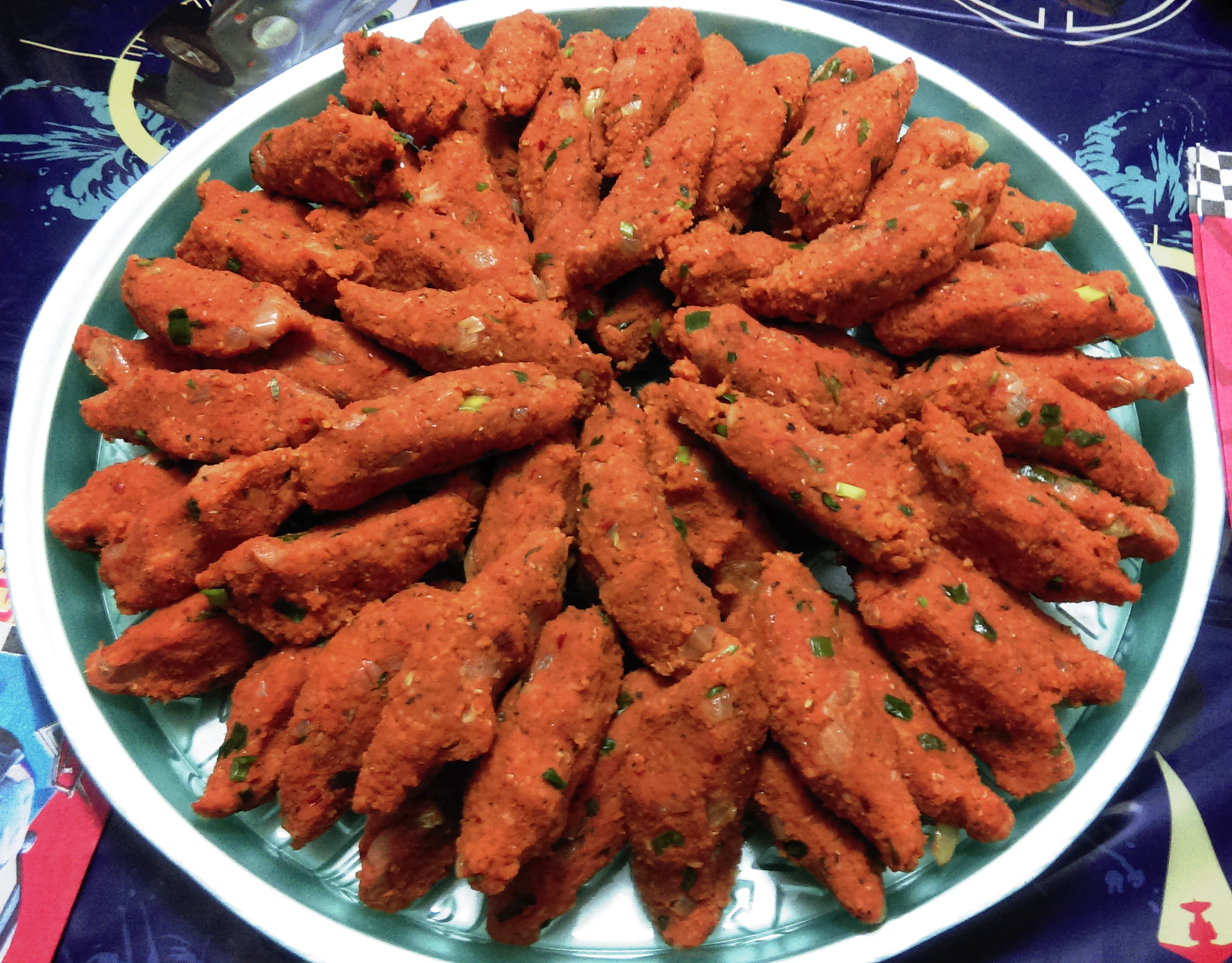
Mercimek köftesi

- Mercimek köftesi

## Köftesamb ou dur
- Dalyan köfte